# اردک مرمری

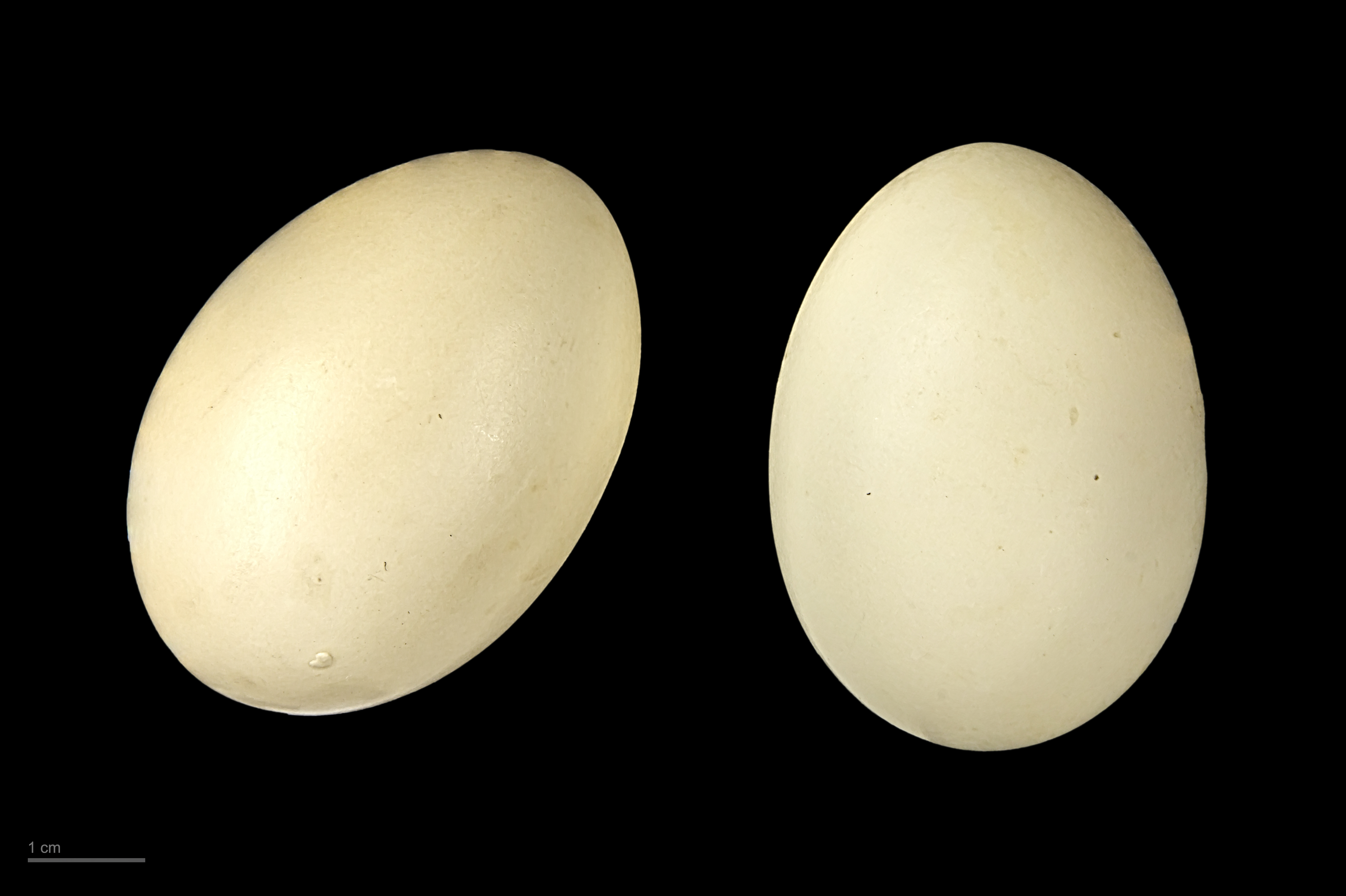
Marmaronetta angustirostris

اردک مرمری یا خوتکا مرمری (نام علمی: Marmaronetta angustirostris) پرندهای از تیرهٔ مرغابیان است. این پرنده در گذشته در دسته مرغابیان پهنه‌چین طبقه‌بندی می‌شد ولی اکنون در اردک‌های شیرجه‌زن طبقه‌بندی می‌شود.
این پرنده بسیار آرام و بی صدا بوده و به صورت جفتی زندگی می‌نماید. اردک مرمری در نیزارها به لانه‌سازی پرداخته و در ارتفاع پایین پرواز می‌نماید. نر و ماده تقریباً هم شکلند. فقط ماده‌ها کوچکتر از نرها هستند. از مشخصات ظاهری این اردک‌ها کاکل سر آن هاست که به رنگ قهوه‌ای روشن بوده و نوک آن‌ها نیز بلند و باریک و سیاه می‌باشد. تعداد ۱۲ تخم حاصل هر دوره تخم‌گذاری آن هاست و از گیاهان آبزی تغذیه می‌نمایند. شوروی، افغانستان، شمال ایران، آفریقای جنوبی (بخش شمالی کشور)، ایتالیا، اسپانیا و فرانسه محل زیست آن‌ها است.